# Милан Ракић
Милан Ракић (Београд, 30. септембар 1876 — Загреб, 30. јун 1938) био је српски песник-дипломата.

## Биографија
Његов отац био је Димитрије Мита Ракић, министар финансија 1888. године, а мајка Ана, ћерка академика Милана Ђ. Милићевића. Сестра Љубица је била удата за Милана Грола. Био је ожењен Милицом, ћерком Љубомира Ковачевића и сестром Видосаве Ковачевић.
Основну школу и гимназију завршио је у Београду, а правни факултет у Паризу. По повратку у Србију се оженио, а затим запослио као писар у Министарству иностраних дела 1904. године. Као дипломата је службовао у Српском конзулату у Приштини, Српском конзулату у Скопљу, Солуну и Скадру.
Као конзул у Приштини ревносно је извештавао Краљевину Србију о догађајима на терену, слао је упозорења, спискове ухапшених и мучених Срба, на силу потурчених сународника, силованих Српкиња, као и детаљне информације о другим плановима и злочинима које је чинио део Арбанаса.
У време Првог балканског рата учествовао је у ослобођењу Косова и постављен је за првог окружног начелника Приштинског округа (њега убрзо смењује Тодор Станковић).
Био је добровољац у чети војводе Вука. Мали број његових сабораца је знао да са њима ратује аутор песме На Газиместану коју су они често певали пред борбу. Ракић овако описује долазак на Косово поље:
„Дакле избисмо на само место Косовске битке. С десне стране гудио је Лаб, пун нове снаге од јесење кише, и журио да однесе велику вест. С леве, на брежуљку, слегало се замишљено Муратово турбе. Постројише нас. У пратњи штаба појави се командант: "Јунаци моји, знате ли где се налазите? Знате ли како се ово место зове?" У збијеном строју лупкарала је пушка о пушку, затезале се рамењаче. "Овде, где ми сада стојимо, на Видовдан 1389. године, истог дана и истог сата, погинула су оба цара! То је Газиместан на којем је Обилић..." Око мене попадали војници. Погледам: љубе земљу! Ваљда сам се и ја био сагнуо, кад нисам приметио откуд изађе млад официр с исуканом сабљом. Стаде пред команданта, поздрави, рапортира нешто, па се окрете строју. Диже сабљу и поче громко: "На Газиместану од Милана Ракића!" Прво ме издаде слух, па онда и вид. Испред мене се подиже брег са турбетом, зави у црвено и оста висећи као пламена застава. Исказа ме целог – планина! Од узвика се ломило небо. Нова и млада Србија слави Васкрс, а ја? С муком сам се држао на ногама. Више осетих, но што видех, кад се неко одвоји из моје јединице и, у трку, стиже пред команданта: "Господине пуковниче, тај који је испевао ову песму овде је са нама. Ево га позади, с бомбама, у одреду Војводе Вука!" И одмах одјекну командантов глас: "Добровољац Ракић, напред!" Чуо сам све, али нисам могао ни да коракнем. Чак ни да отворим уста. Рукавом од шињела заклонио сам лице и пустио сузе, први и последњи пут тада.“ 
У време Првог светског рата био је саветник посланства у Букурешту 1915. и Стокхолму 1917. године, а крајем рата у Копенхагену. Од 1921. био је посланик у Софији, а од 1927. у Риму. Добио је више страних одликовања, чак и пре него што је добио неко домаће. У дипломатској служби је био скоро до смрти као посланик Краљевине Југославије у иностранству. Умро је у Загребу 30. јуна 1938. године.
Изабран је за дописног члана Српске краљевске академије 18. фебруара 1922, а за редовног 12. фебруара 1934.
Њему у част установљена је песничка награда Милан Ракић коју додељује Удружење књижевника Србије.
Додељен му је Орден круне данске краљевине.

### Списак књижевних радова
Ракић се својим првим песмама јавио у Српском књижевном гласнику 1902. Потом је објавио три збирке песама (1903, 1912. и 1924. године), које је и публика и књижевна критика најодушевљеније поздравила. Написао је мало, свега око педесет песама и доста рано је престао да пише.

### Критички осврт
Његове малобројне песме одликују се највишим уметничким особинама и представљају врхунац у изражају оне песничке школе коју је основао Војислав Илић. Поред Шантића и Дучића, Ракић је трећи велики српски песник данашњице. И он је песничку вештину учио на француским узорима, али их није подражавао, већ је остао националан и индивидуалан. Он не пева ренесансне мотиве и бледе принцезе, већ православне и народне светиње: Јефимију, Симониду (Симонида), напуштену цркву крај Пећи, Газиместан (На Газиместану) итд. Он није фриволно духовит; савршенство његова израза није сјајан вербализам, већ вештина савладана до краја, вештина у облику кад постаје присна и спонтана. Он се нарочито истиче као версификатор. Усавршио је једанаестерац употребом богатих, звучних и неслућених сликова, давши му широк беседнички тон, свечан и отмен, буран каткада, а миран и присан најчешће. Његов језик је беспрекорно чист и крепак, реченица кристално јасна, стил без емфазе и блеска, умерен и лапидаран. „У погледу технике”, казао је Скерлић, „то је последња реч уметничког савршенства у српској поезији“.
Са Шантићем, Ракић је најуспелије обновио нашу родољубиву поезију, на сасвим оригиналан начин, без позе и шовинизма. Његово је родољубље отмено и племенито, прожето дискретношћу и смеровима модерног мислиоца.
Ракић не пева ради лепоте као Дучић, већ ради мисли; он није поклоник ренесансе и Запада, већ бола и „насладе у патњи“. Утицај француског симболизма и декадансе осећа се у његовој лирици само у изражају. И он се служи симболима за исказивање својих дубоких мисли, као што се служи симболиком и у својим родољубивим песмама, али је његова филозофија живота израз наше расе, потпуно самоникла. Његове мисаоне песме су јасне иако дубоке, једноставне и поред речитости, присне, топле и утешне иако прожете најснажнијим песимизмом. То су најбоље, најлепше песме у српској мисаоној лирици.
Изучавањем његовог живота и дела бавио се Јован Пејчић.

### Поезија
- Песме, Пишчево издање, Београд, 1903, Штампарија Аце М. Стојановића
- Нове песме, Издање С. Б. Цвијановића, Београд, 1912,
- Песме, Типографија, 1924, Загреб, Издање Нове Европе
- Песме, Српска књижевна задруга, Београд, 1936, Коло XXXIXX, књига 261, Штампарија Драг. Грегорића, Београд
- Песме, Штампарија Давидовић, Павловић и друга, Београд, 1947,  додате три песме објављене након песникове смрти
- Песме, Ново поколење, Београд, 1952
- Песме, Просвета. Београд, 1956, Студију написао Војислав Ђурић
- Песме, Нолит. Београд, 1961, Нова Школска библиотека, Приредио и предговор написао Војислав Ђурић
- Изабрана дела, Народна књига. Београд. 1964, Предговор, хронологију и литературу израдио Владан Недић, 181 182
- Песме, ИП Рад, Београд, 1968, предговор написао Зоран Гавриловић
- Песме, Просвета, Београд, 1968, Књ. 163: Предговор; Исидоре Секулић – Ракић пост и његова поезија, pp. 5–36. Хронологију израдио Владан Недић

### Писма
- Засебно штампане књиге Писма конзула Ракића, "Српски књижевни гласник".

### Позоришне критике
- Морис Метерленк, Домаће огњишше, Српски књижевни гласник, ХХХГУХ, књига XI. 1904. стр. 229-234.
- Виктор Иго, Краље се забавља, Српски књижевни гласник, XI. 1904. стр. 294-301.
- Иво Војновић, Дубровачка трилогија. Српски књижевни гласник, XI. 1904. стр. 463-469.
- Драгутин Илић, Незнани гост. Српски књижевни гласник, XI. 1904. стр. 543-548.
- Симо Матавуљ, На слави. Српски књижевни гласник, XII. 1904. стр. 784-787.
- Пол Ервије, Загонетка. Српски књижевни гласник, XIV. 1905. стр. 435-456.